# Presto Ballet
I Presto Ballet sono un gruppo musicale rock progressivo statunitense,  formatosi nel 2005 a Los Angeles. Il loro sound ricorda molto il prog rock degli anni '70, poiché la band è stata fondata principalmente come tributo a gruppi progressive classici come Yes, Gong e Kansas.

## Storia della band
L'album di debutto del Presto Ballet, Peace Among the Ruins, è stato pubblicato nel 2005. I critici hanno commentato positivamente il suono caldo e organico dell'album, una sensazione creata attraverso l'uso di registratori analogici e strumenti vintage. La band non utilizzava drum machine, registratori digitali o sequenziatori in studio.
Nel 2012, la band ha pubblicato Relic of the Modern World su Body of Work Recordings. Vi furono inoltre i primi cambiamenti nella formazione per questo disco includevano Chuck Campbell che si univa alla band e sostituiva Ronny Munroe alla voce, e Larry Crowe suonava la batteria nella registrazione.
Alla fine la band è stata scelta dall'etichetta Rat Pak Records di Metal Church e ha pubblicato The Days Between il 14 dicembre 2018. La formazione è rimasta identica al disco precedente.

## Formazione

### Attuale
- Chuck Campbell - voce
- Kurdt Vanderhoof - chitarra
- Kerry Shacklett - tastiera
- Bobby Ferkovich - basso
- Charlie Lorme - batteria

### Ex componenti
- Ronny Munroe - chitarra
- Jeff Wade - batteria
- Brian Cokeley - tastiera
- Brian Lake - basso elettrico
- Scott Albright - chitarra
- Ryan McPherson - tastiera
- Izzy Rehaume - basso
- Bill Raymond - batteria
- Larry Crowe - batteria

## Discografia

### Album in studio
- 2005 - Peace Among the Ruins
- 2008 - The Lost Art of Time Travel
- 2011 - Invisible Places
- 2012 - Relic of the Modern World
- 2018 - The Days Between